# Regering-Van Cauwenberghe I
De regering-Van Cauwenberghe I (4 april 2000 - 19 juli 2004) was een Waalse Regering onder leiding van Jean-Claude Van Cauwenberghe. 
De regering bestond uit de drie partijen: PS (25 zetels), PRL (21 zetels), Ecolo (14 zetels). Deze regering trad in werking op 4 april 2000 na het ontslag van de regering-Di Rupo I. Ze werd op 19 juli 2004 na de Waalse verkiezingen van 2004 opgevolgd door de  regering-Van Cauwenberghe II.

## Samenstelling
De regering-Van Cauwenberghe I telde negen ministers: vier voor de PS, drie voor de PRL en twee voor de Ecolo.
| Naam | Naam                                | Partij | Partij | Functie en bevoegdheden                                        | Termijn                        |
| ---- | ----------------------------------- | ------ | ------ | -------------------------------------------------------------- | ------------------------------ |
|      | Jean-Claude Van Cauwenberghe (1944) |        | PS     | Minister-president                                             | 4 april 2000 - 27 juli 2004    |
|      | Serge Kubla (1947)                  |        | PRL    | Minister Economie, KMO's, Onderzoek en Nieuwe Technologieën    | 4 april 2000 - 19 juli 2004    |
|      | José Daras (1948)                   |        | Ecolo  | Minister Transport, Mobiliteit en Energie                      | 4 april 2000 - 19 juli 2004    |
|      | Michel Foret (1948)                 |        | PRL    | Minister Ruimtelijke Ordening, Stadsontwikkeling en Milieu     | 4 april 2000 - 19 juli 2004    |
|      | Michel Daerden (1949-2012)          |        | PS     | Minister Begroting, Huisvesting, Uitrusting en Openbare Werken | 4 april 2000 - 19 juli 2004    |
|      | Jean-Marie Severin (1941)           |        | PRL    | Minister Binnenlandse Aangelegenheden en Ambtenarenzaken       | 4 april 2000 - 17 oktober 2000 |
|      | Charles Michel (1975)               |        | PRL    | Minister Binnenlandse Aangelegenheden en Ambtenarenzaken       | 17 oktober 2000 - 19 juli 2004 |
|      | Thierry Detienne (1959)             |        | Ecolo  | Minister Sociale Aangelegenheden en Gezondheid                 | 4 april 2000 - 19 juli 2004    |
|      | José Happart (1947)                 |        | PS     | Minister Landbouw en Landelijkheid                             | 4 april 2000 - 19 juli 2004    |
|      | Marie Arena (1966)                  |        | PS     | Minister Werkgelegenheid en Opleiding                          | 4 april 2000 - 17 juli 2003    |
|      | Philippe Courard (1966)             |        | PS     | Minister Werkgelegenheid en Opleiding                          | 17 juli 2003 - 19 juli 2004    |

### Herschikkingen
- Op 17 oktober 2000 wordt Jean-Marie Severin vervangen door Charles Michel, want hij wordt voorzitter van het Parlement van de Franse Gemeenschap.
- Op 17 juli 2003 wordt Marie Arena vervangen door Philippe Courard, omdat zij op 12 juli 2003 minister van Ambtenarenzaken, Maatschappelijke Integratie en Grootstedenbeleid werd in regering-Verhofstadt II.

Dehousse I · 
Damseaux · 
Dehousse II · 
Wathelet · 
Coëme · 
Anselme · 
Spitaels · 
Collignon I · 
Collignon II · 
Di Rupo I · 
Van Cauwenberghe I · 
Van Cauwenberghe II · 
Di Rupo II ·
Demotte I ·
Demotte II ·
Magnette ·
Borsus ·
Di Rupo III ·
Dolimont ·